# Adesmia lotoides
Adesmia lotoides är en ärtväxtart som beskrevs av Joseph Dalton Hooker. Adesmia lotoides ingår i släktet Adesmia och familjen ärtväxter. Inga underarter finns listade i Catalogue of Life.